# Білгородський (острів)
Острів Білгородський — це острів в Одеській області України. Острів Білгородський розташований в лимані Сасик, Чорне море між Білгород-Дністровським та Ізмаїльським районами. На південному заході країни, за 600 км на південь від столиці міста Київ.
Клімат помірний. Середня температура 11°С. Найспекотніший місяць — липень, 22°С, найхолодніший місяць — січень, -2°С. Найбільша кількість опадів 697 міліметрів. Найбільш дощовий місяць — січень, 110 міліметрів опадів, і найбільш посушливим є березень, 21 міліметр.